# Công ty hợp danh
Công ty hợp danh là doanh nghiệp, trong đó:
- Phải có ít nhất hai thành viên là chủ sở hữu chung của công ty, cùng nhau kinh doanh dưới một tên chung (gọi là thành viên hợp danh); ngoài các thành viên hợp danh có thể có thành viên góp vốn.
- Thành viên hợp danh phải là cá nhân, chịu trách nhiệm bằng toàn bộ tài sản của mình về các nghĩa vụ của công ty.
- Thành viên góp vốn chỉ chịu trách nhiệm về các khoản nợ của công ty trong phạm vi số vốn đã góp vào công ty.

Tư cách pháp nhân: Công ty hợp danh có kể từ ngày được cấp Giấy chứng nhận đăng ký kinh doanh.
Phát hành chứng khoán: Công ty hợp danh không được phát hành bất kỳ loại chứng khoán nào.
Như vậy, bản chất của công ty hợp danh là công ty trách nhiệm vô hạn, chính vì vậy, luật pháp hạn chế việc huy động vốn trong 
thị trường dưới hình thức phát hành các chứng khoán (công cụ nợ).

## Cách thức góp vốn và cấp giấy chứng nhận
1. Thành viên hợp danh và thành viên góp vốn phải góp đủ và đúng hạn số vốn như đã cam kết.
2. Thành viên hợp danh không góp đủ và đúng hạn số vốn đã cam kết gây thiệt hại cho công ty phải chịu trách nhiệm bồi thường thiệt hại cho công ty.
3. Trường hợp có thành viên góp vốn không góp đủ và đúng hạn số vốn đã cam kết thì số vốn chưa góp đủ được coi là khoản nợ của thành viên đó đối với công ty; trong trường hợp này, thành viên góp vốn có liên quan có thể bị khai trừ khỏi công ty theo quyết định của Hội đồng thành viên.
4. Tại thời điểm góp đủ vốn như đã cam kết, thành viên được cấp giấy chứng nhận phần vốn góp. Giấy chứng nhận phần vốn góp phải có các nội dung chủ yếu sau đây:
- Tên, địa chỉ trụ sở chính của công ty;
- Số và ngày cấp Giấy chứng nhận đăng ký kinh doanh;
- Vốn điều lệ của công ty;
- Tên, địa chỉ thường trú, quốc tịch, số Giấy chứng minh nhân dân, Hộ chiếu hoặc chứng thực cá nhân hợp pháp khác của thành viên; loại thành viên;
- Giá trị phần vốn góp và loại tài sản góp vốn của thành viên;
- Số và ngày cấp giấy chứng nhận phần vốn góp;
- Quyền và nghĩa vụ của người sở hữu giấy chứng nhận phần vốn góp;
- Họ, tên, chữ ký của người sở hữu giấy chứng nhận phần vốn góp và của các thành viên hợp danh của công ty.

5. Trường hợp giấy chứng nhận phần vốn góp bị mất, bị rách, bị cháy hoặc bị tiêu huỷ dưới hình thức khác, thành viên được công ty cấp lại giấy chứng nhận phần vốn góp.

## Tài sản của công ty hợp danh
1. Tài sản góp vốn của các thành viên đã được chuyển quyền sở hữu cho công ty.
2. Tài sản tạo lập được mang tên công ty.
3. Tài sản thu được từ hoạt động kinh doanh do các thành viên hợp danh thực hiện nhân danh công ty và từ các hoạt động kinh doanh các ngành, nghề kinh doanh đã đăng ký của công ty do các thành viên hợp danh nhân danh cá nhân thực hiện.
4. Các tài sản khác theo quy định của pháp luật.